# Carlos Javier Beltrán (futbolista)
Carlos Javier Beltrán (Rosario, Provincia de Santa Fe, Argentina, 18 de agosto de 1990) es un futbolista argentino nacionalizado peruano. Juega como mediocentro defensivo y su equipo actual es el Deportivo Garcilaso. Tiene 35 años.

## Trayectoria

### Alianza Lima
Carlos Beltrán nació en la ciudad argentina de Rosario. En 2008, viajó de vacaciones al Perú junto a su familia. Durante su estancia en tierras peruanas, surgió la posibilidad de pasar una prueba en el club Alianza Lima, luego de la cual José Velásquez le pidió que permanezca en el equipo blanquiazul para integrarse a las divisiones menores.
En el 2011, jugó su primer partido oficial a nivel profesional con camiseta de Alianza Lima. Esto se produjo el 28 de mayo, cuando por los dieciseisavos de final del Torneo Intermedio, Alianza cayó por penales ante José Gálvez en Chimbote. A Beltrán le tocó fallar uno de los penales. En ese año, también formó parte del equipo que disputó la primera edición de la Copa Libertadores Sub-20.
Para la temporada 2012, fue ascendido al primer equipo por José Soto. Su debut en Primera División se produjo el 24 de marzo de 2012. Aquel día, por la quinta fecha del Campeonato Descentralizado, jugó de titular en la victoria aliancista por 3-2 ante Unión Comercio. También jugó la Copa Libertadores 2012. A final de temporada fue voceado para emigrar a Club Atlético Huracán.

### Foot Ball Club Melgar
En el 2014 jugó por FBC Melgar, siendo habitual titular y dirigido por Juan Máximo Reynoso. Logró clasificar a la Copa Sudamericana 2015.

### Cienciano del Cusco
Para el clausura del 2015 llegó al cuadro imperial con la intención de tener más continuidad. Al final de la temporada descendió con Cienciano.

### Sport Rosario
Firmó por todo el 2017 por Sport Rosario, club recién ascendido. Hizo una gran campaña, clasificando a la Copa Sudamericana 2018, en su primer año del club en el fútbol profesional. En diciembre del 2017 prolongó su contrato por 2 años más, hasta diciembre del 2019. Jugó la Copa Sudamericana 2018, perdiendo en primera ronda contra Club Atlético Cerro.

### Alianza lima
El 26 de diciembre del 2018 es oficializado como nuevo refuerzo de Alianza Lima por todo el 2019 para afrontar la  Liga 1  y la Copa Libertadores. Deja el club el 12 de enero del 2021 para irse al Ayacucho Fútbol Club

### Cienciano del Cusco
Regresa al cuadro imperial con la intención de tener más continuidad. Llega al Club Sportivo Cienciano. Disputará la Liga 1 y la Copa Sudamericana, y llega para apoyar al equipo. A finales del 2022 se rumoreó su posible fichaje a Universitario, sin embargo, la hinchada merengue se negó a su contratación por lo que se dilataron las negociaciones.

## Estadísticas

### Clubes
Datos actualizados hasta el 28 de octubre de 2023.
| Club                     | Temporada        | Liga  | Liga  | Copa Nacional | Copa Nacional | Copa Internacional | Copa Internacional | Total | Total |
| Club                     | Temporada        | Part. | Goles | Part.         | Goles         | Part.              | Goles              | Part. | Goles |
| ------------------------ | ---------------- | ----- | ----- | ------------- | ------------- | ------------------ | ------------------ | ----- | ----- |
| Alianza Lima Perú        | 2011             | -     | -     | 1             | 0             | -                  | -                  | 1     | 0     |
| Alianza Lima Perú        | 2012             | 25    | 0     | -             | -             | 1                  | 0                  | 26    | 0     |
| Alianza Lima Perú        | 2013             | 20    | 1     | -             | -             | -                  | -                  | 20    | 1     |
| Alianza Lima Perú        | 2019             | 27    | 3     | 3             | 0             | 1                  | 0                  | 31    | 3     |
| Alianza Lima Perú        | 2020             | 16    | 1     | Inexistentes  | Inexistentes  | 2                  | 0                  | 18    | 1     |
| Alianza Lima Perú        | Total            | 88    | 5     | 4             | 0             | 4                  | 0                  | 96    | 5     |
| FBC Melgar Perú          | 2014             | 21    | 0     | 10            | 0             | Inexistentes       | Inexistentes       | 31    | 0     |
| FBC Melgar Perú          | 2015             | 7     | 0     | 7             | 0             | -                  | -                  | 14    | 0     |
| FBC Melgar Perú          | Total            | 28    | 0     | 17            | 0             | 0                  | 0                  | 45    | 0     |
| Cienciano Perú           | 2015             | 13    | 2     | -             | -             | Inexistentes       | Inexistentes       | 13    | 2     |
| Cienciano Perú           | 2022             | 30    | 4     | -             | -             | 2                  | 0                  | 32    | 4     |
| Cienciano Perú           | 2023             | 32    | 6     | -             | -             | 1                  | 0                  | 33    | 6     |
| Cienciano Perú           | Total            | 75    | 12    | 0             | 0             | 3                  | 0                  | 78    | 12    |
| Real Garcilaso Perú      | 2016             | 27    | 1     | Inexistentes  | Inexistentes  | 3                  | 0                  | 30    | 1     |
| Real Garcilaso Perú      | Total            | 27    | 1     | 0             | 0             | 3                  | 0                  | 30    | 1     |
| Sport Rosario Perú       | 2017             | 37    | 1     | Inexistentes  | Inexistentes  | -                  | -                  | 37    | 1     |
| Sport Rosario Perú       | 2018             | 34    | 4     | Inexistentes  | Inexistentes  | 2                  | 0                  | 36    | 4     |
| Sport Rosario Perú       | Total            | 71    | 5     | 0             | 0             | 2                  | 0                  | 73    | 5     |
| Ayacucho Perú            | 2021             | 18    | 1     | 3             | 0             | 1                  | 0                  | 22    | 1     |
| Ayacucho Perú            | Total            | 18    | 1     | 3             | 0             | 1                  | 0                  | 22    | 1     |
| Deportivo Garcilaso Perú | 2024             | 21    | 2     | -             | -             | 6                  | 1                  | 27    | 3     |
| Deportivo Garcilaso Perú | Total            | 21    | 2     | -             | -             | 6                  | 1                  | 27    | 3     |
| Total en carrera         | Total en carrera | 328   | 26    | 24            | 0             | 19                 | 1                  | 371   | 27    |

## Palmarés

### Campeonatos nacionales
| Título                    | Club       | País | Año  |
| ------------------------- | ---------- | ---- | ---- |
| Primera División del Perú | FBC Melgar | Perú | 2015 |

### Torneos cortos
| Título          | Club         | País | Año  |
| --------------- | ------------ | ---- | ---- |
| Torneo Apertura | FBC Melgar   | Perú | 2015 |
| Torneo Clausura | Alianza Lima | Perú | 2019 |

### Distinciones individuales
| Distinción                                                                | Año  |
| ------------------------------------------------------------------------- | ---- |
| Preseleccionado como defensa en el mejor once de la Liga 1 según la SAFAP | 2019 |